# Ivan Mirnik
Ivan Mirnik (Zagreb, 20. studenoga 1942.), hrvatski je arheolog i numizmatičar.

## Životopis
Ivan Mirnik rođen je u Zagrebu 1942. godine. Arheologiju je diplomirao 1969. godine na Filozofskome fakultetu Sveučilišta u Zagrebu. Od 1970. godine radio je kao arheolog-konzervator u Republičkom zavodu za zaštitu spomenika kulture, a od 1973. godine u Arheološkome muzeju u Zagrebu. Godine 1974. magistrirao je na studiju Bibliotekarstva, dokumentacije, informacijskih znanosti i muzeologije Filozofskoga fakulteta Sveučilišta u Zagrebu. Doktorirao je na Arheološkom institutu Sveučilišta u Londonu 1978. godine, stekavši stupanj doktora filozofije (povijesnih znanosti).  Od 1985. godine u statusu je muzejskoga savjetnika i nosi počasnu titulu emeritusa.
Glavna područja njegova rada su arheologija, numizmatika, povijest, zaštita spomeničke baštine i medaljarstvo. Objavljuje članke u Vjesniku Arheološkog muzeja u Zagrebu, Dometima i inima.

## Djela
Nepotpun popis:
- "Castrum Medved" pregled topografskog stanja grada, Društvo povjesničara umjetnosti SR Hrvatske, Zagreb, 1973.
- Neobjavljeni primjerak plastike s lokaliteta Rudine, Društvo povjesničara umjetnosti SR Hrvatske, Zagreb, 1974.
- Skupni nalaz srebrnika 14-16 stoljeća iz Tkalaca, poseban otisak Vjesnika Arheološkog muzeja, Arheološki muzej, Zagreb, 1984.
- Srebra Nikole Zrinskog: gvozdanski rudnici i kovnica novca, Društvo povjesničara umjetnosti Hrvatske, knj. 56, Društvo povjesničara umjetnosti Hrvatske, Zagreb, 1992.
- Američke medalje Ivana Meštrovića = Ivan Meštrović's american medals, Arheološki muzej - Fundacija Ivana Meštrovića, Zagreb, 2003.
- Ivo Kerdić: (1881-1953): medalje i plakete iz fundusa Arheološkog muzeja u Zagrebu = medals and plaquettes from the Zagreb archeological museum, Arheološki muzej, Zagreb, 2004.
- Arheološki muzej u Zagrebu: numizmatička zbirka: vodič, Arheološki muzej u Zagrebu, Zagreb, 2004. (suautorica Zdenka Dukat)[3] (eng. izd. 2008.)
- Zbirka medalja Berislava Kopača: donacija Arheološkome muzeju u Zagrebu = The Berislav Kopač medal collection: Donation to the Zagreb Archeological Museum, Arheološki muzej, Zagreb, 2005.
- Numizmatička zbirka Arheološkoga muzeja u Zagrebu: donacije 1990. – 2010. = The Numismatic Collection of the Zagreb Archaeological Museum. Donations 1990-2010., Arheološki muzej u Zagrebu, Zagreb, 2010.
- Dvostruki počasni doktorat Zagrebačkoga sveučilišta 1916. godine, Radovi / Društvo za povjesnicu Zagrebačke nadbiskupije "Tkalčić", knj. 26, Društvo za povjesnicu Zagrebačke nadbiskupije "Tkalčić", Zagreb, 2012.
- Sylloge Nummorum Graecorum Croatia, Arheološki muzej u Zagrebu, Zagreb, 2016.[4]
- FAROS: grčki, grčko-ilirski i rimski novac, Književni krug Split - Filozofski fakultet Sveučilišta u Splitu - Dominikanski samostan sv. Petra mučenika Stari Grad, Split, 2017., (suautorice Hermine Göricke-Lukić i Jasna Jeličić Radonić)

## Nagrade
- 2015.: Nagrada za životno djelo Hrvatskog muzejskog društva, za izniman dugogodišnji doprinos muzejskoj struci.[5]

## Vanjske poveznice
- Tomislav Bilić, Ivan Mirnik - životopis // Vjesnik Arheološkog muzeja u Zagrebu, sv. 45, br. 1, 2012., str. 9. - 13., (Hrčak)
- Tomislav Bilić, Ivan Mirnik - bibliografija // Vjesnik Arheološkog muzeja u Zagrebu, sv. 45, br. 1, 2012., str. 15. - 35., (Hrčak)